# Vụ va chạm trực thăng Villa Castelli
Vụ tai nạn máy bay trực thăng Villa Castelli là vụ va chạm trên không giữa 2 máy bay trực thăng xảy ra vào ngày 9 tháng 3 năm 2015 gần Villa Castelli thuộc tỉnh La Rioja, cách thủ đô Buenos Aires, Argentina khoảng 1200 km về phía tây bắc. Điều kiện thời tiết tại thời điểm đó được miêu tả là khá tốt.
Cả hai máy bay trực thằng đều là Eurocopter AS350B3 Écureuils, đăng ký với LQ-CGKvà LQ-FJQ.
Tất cả 10 người trên cả hai máy bay đều thiệt mạng. Các nạn nhân được xác định gồm có Florence Arthaud, Camille Muffat, Alexis Vastine, 2 phi công người Argentina và 5 người pháp.